# Ira Aldridge
Ira Frederick Aldridge (Nueva York; 1805 - Łódź; 10 de agosto de 1867) fue un actor de tragedias estadounidense.
En los años 1820 estuvo actuando en los teatros aficionados de Nueva York. Después de emigrar a Inglaterra tuvo bastante éxito con su debut en los escenarios londinenses el año de 1826, interpretando a Otelo en la obra del mismo nombre. Para los años 1850 tenía ya afincada su carrera en Europa con gran reconocimiento, principalmente en Rusia. Su primera representación en San Petersburgo fue el 10 de noviembre de 1858, ocasión en que Taras Shevchenko lo vio actuando y con quien más tarde haría amistad.

## Referencias

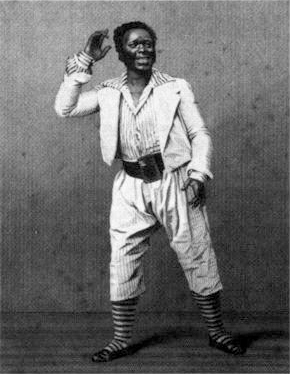
Ira como Mungo en El Candado.